# Cabazitaxel
Cabazitaxel es un medicamento que se emplea para el tratamiento del cáncer de próstata, pertenece a la familia de los taxanos, se vende bajo el nombre comercial de Jevtana®.

## Indicaciones
Está indicado en asociación a prednisona, para tratar a pacientes con cáncer de próstata avanzado, que presenten metástasis y no hayan respondido a otros tratamientos anteriores con docetaxel.

## Mecanismo de acción
Es un agente antimitótico, es decir dificulta las mitosis (división celular), enlenteciendo de esta forma el crecimiento del tumor. Actúa uniéndose a la tubulina en el interior de la célula, facilitando la unión de esta a los microtúbulos, lo que resulta en inhibición del proceso de mitosis, pues los microtúbulos son esenciales para la división celular.

## Posología y administración
Se administra por vía intravenosa a una dosis variable dependiendo del peso y la superficie corporal del paciente. Se infunde durante una hora cada 3 semanas, en combinación con prednisona por vía oral.

## Efectos secundarios
Como todos los medicamentos, cabazitaxel puede presentar efectos secundarios. Algunos de los más frecuentes son: anemia, disminución de leucocitos en sangre (leucopenia), trombocitopenia y diarrea. La leucopenia obliga en ocasiones a interrumpir el tratamiento.